# Josef Pišl
Josef Pišl (2. května 1893 Malá Zubovščina – 5. listopadu 1943 Buzuluk) byl československý legionář a příslušník 1. československého armádního sboru v období druhé světové války.

## Život

### Před první světovou válkou
Josef Pišl se narodil 2. května 1893 v Malé Zubovščině v Žytomyrské oblasti Volyně. Jeho předkové patřili mezi spoluzakladatele této české vsi na Volyni. Získal obchodní vzdělání, ale živil se jako rolník.

### První světová válka
Po vypuknutí první světové války byl Josef Pišl povolán do ruské armády, zařazen byl do 213. pěšího pluku. Díky své národnosti byl k 13. srpnu 1916 zařazen do 2. střeleckého pluku Československých legií, ve kterém bojoval do 29. března 1918. Po kolapsu rusko-německé fronty dezertoval a vrátil se Volyň, sibiřské anabáze československých legií se již nezúčastnil.

### Mezi světovými válkami
Josef Pišl se oženil s Marií Hnojílkovou, manželům se v roce 1919 narodila dcera Anna, v roce 1921 Marie a v roce 1925 Pavla.

### Druhá světová válka
Josef Pišl společně s celou rodinou byl již 22. června 1941, tedy v den napadení Sovětského svazu nacistickým Německem, internována v táboře NKVD v Orankách (následně v Akťubinsku) a to z důvodu údajné příslušnosti české rodiny do Protektorátu Čechy a Morava. Po propuštění vstoupila celá rodina do vznikající československé jednotky v Sovětském svazu. Josef Pišl byl zařazen k náhradnímu praporu. Zahynul 5. listopadu 1943 při autonehodě v Buzuluku.

## Rodina
Manželka Josefa Pišla Marie pracovala u československé jednotky jako civilní zaměstnanec, dcery jako vojačky. Marie se po válce provdala za Oldřicha Kvapila, rovněž příslušníka 1. československého armádního sboru a budoucího generála. V řadách Československých legií bojoval i jeho bratr Jan.